# Lacinipolia
Lacinipolia är ett släkte av fjärilar. Lacinipolia ingår i familjen nattflyn.

## Bildgalleri

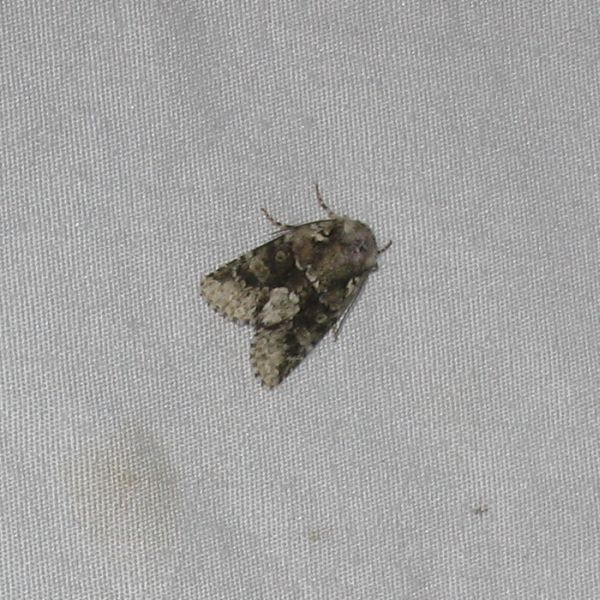
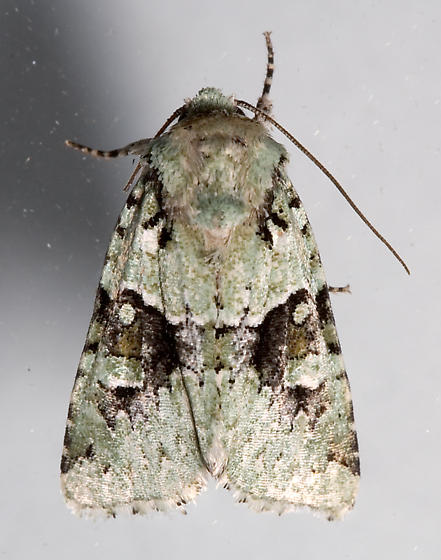
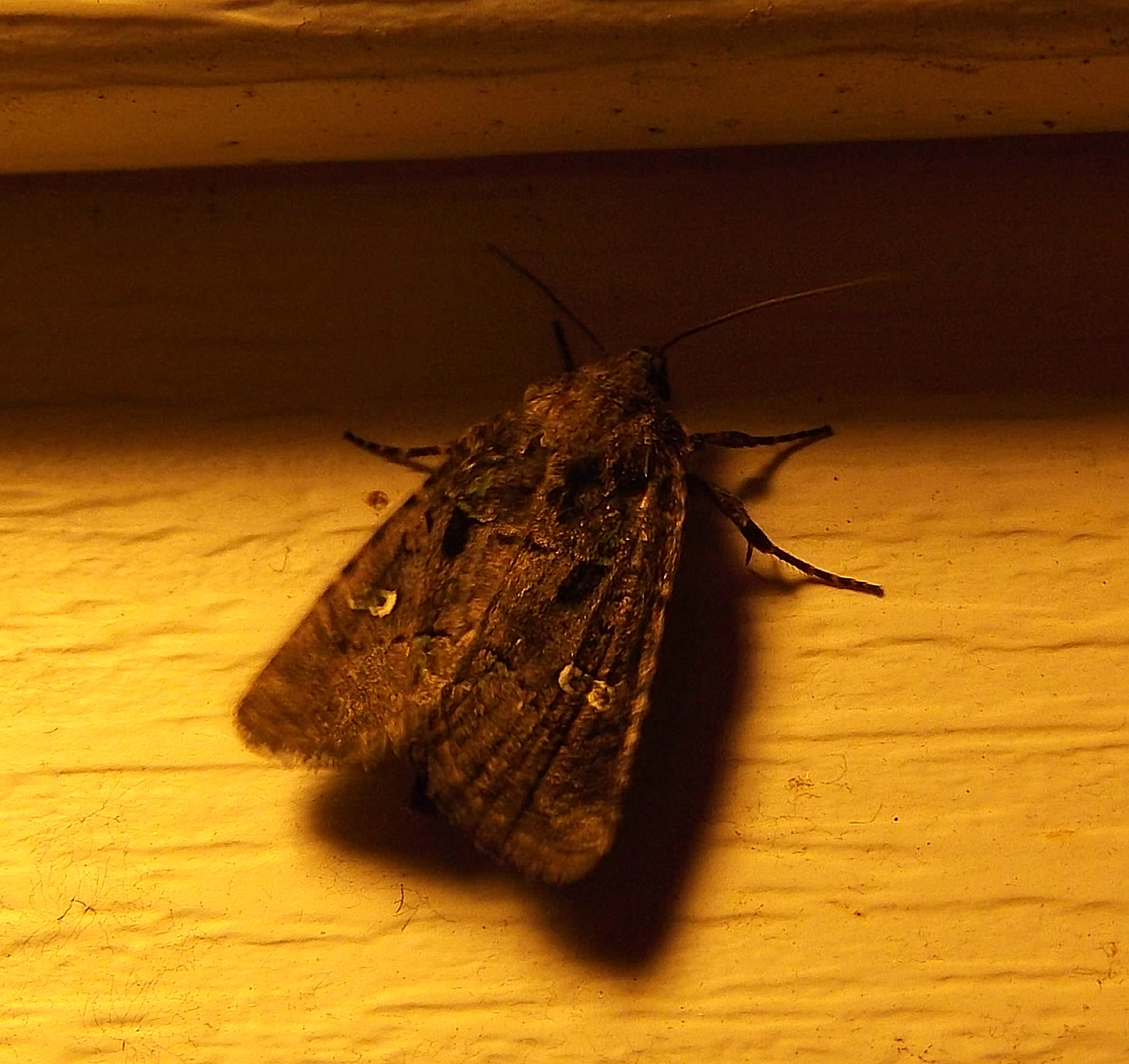
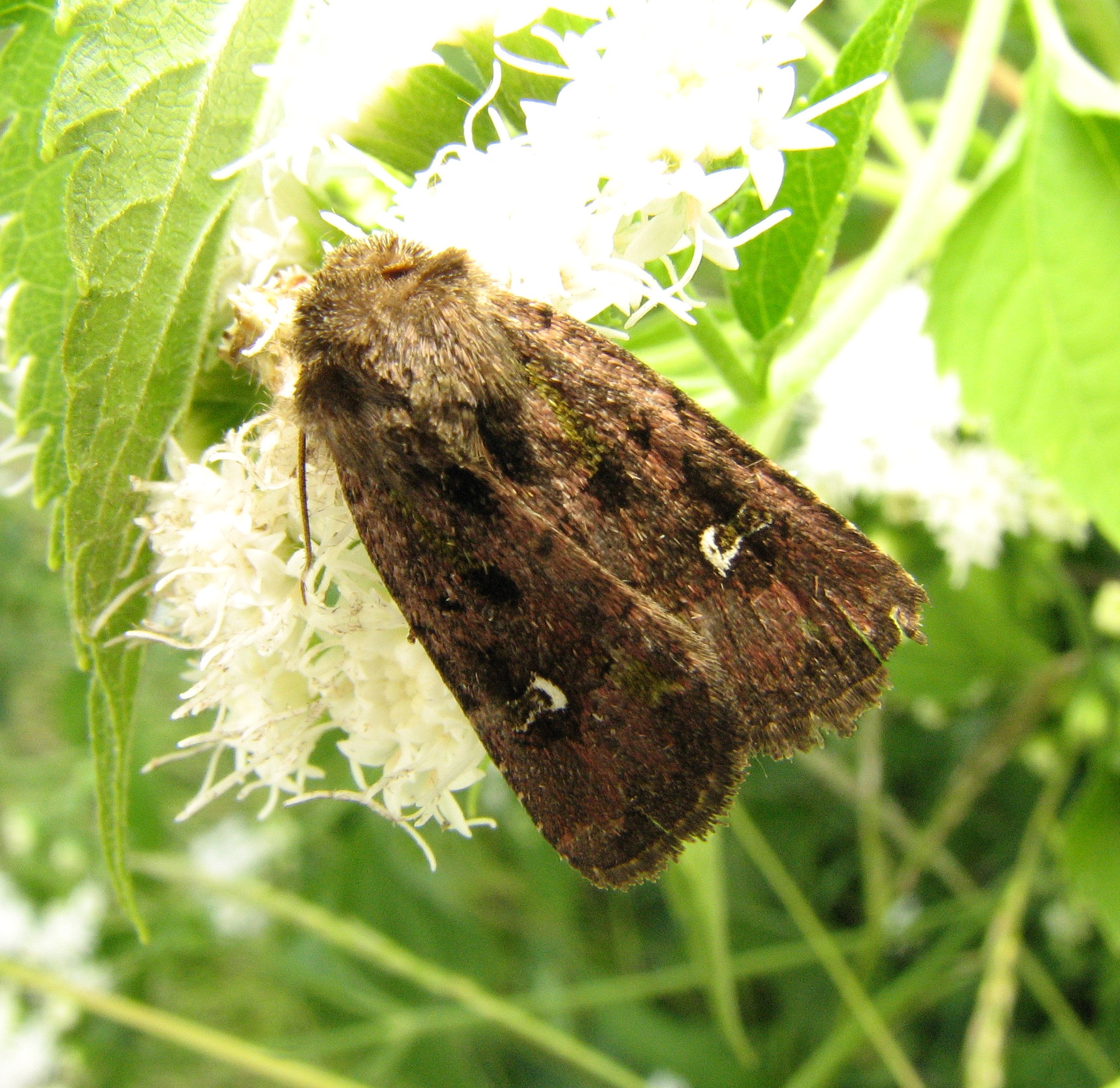
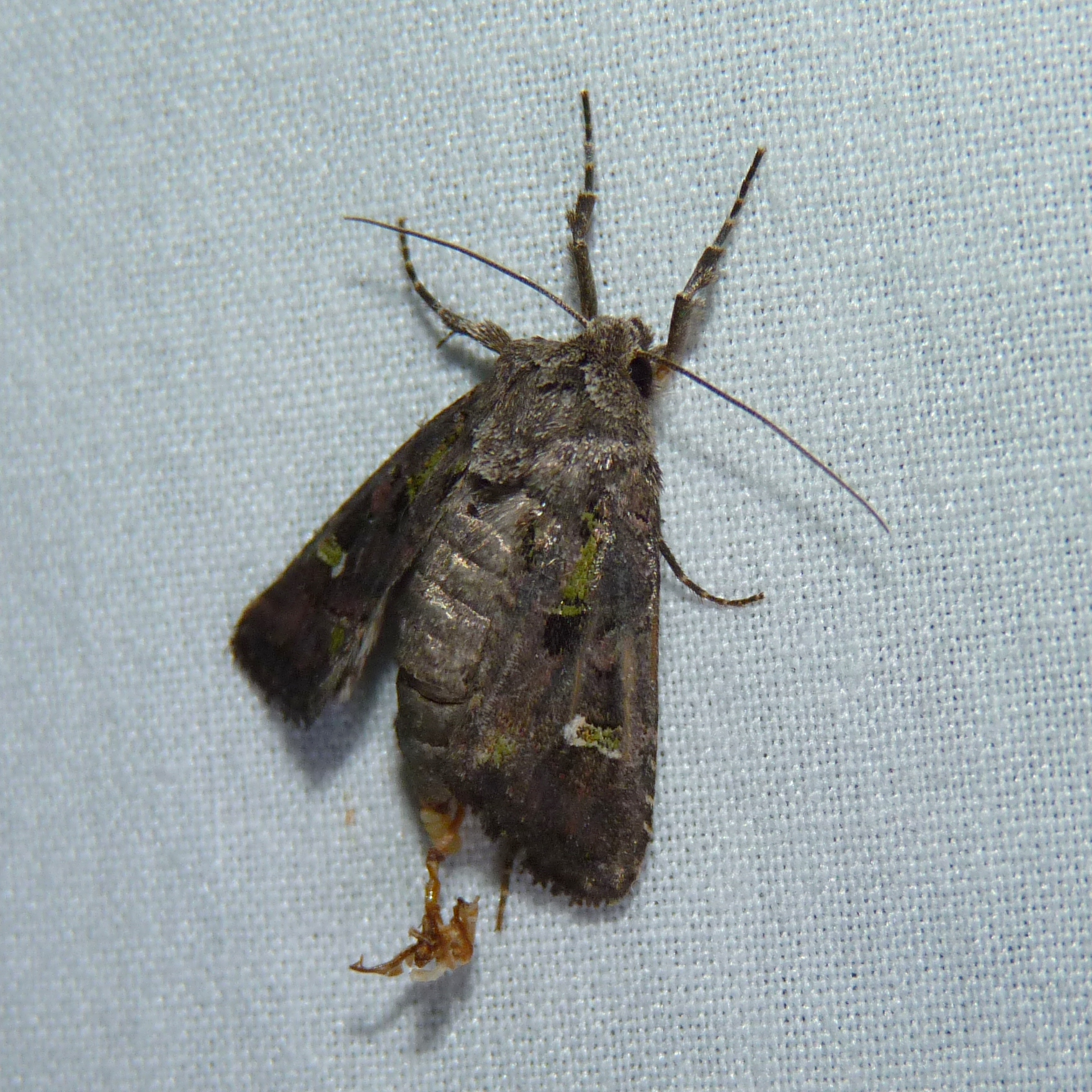
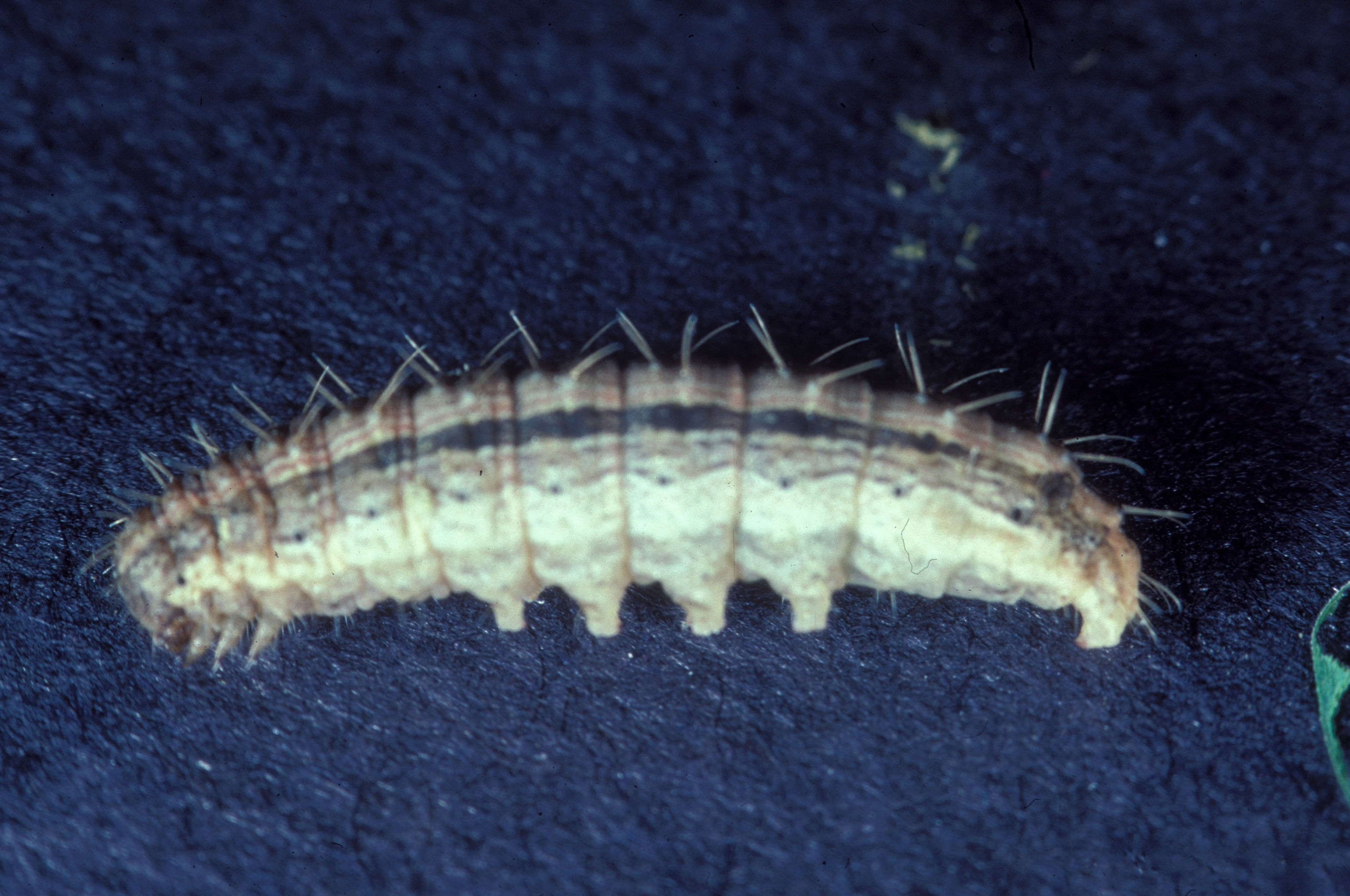

## Dottertaxa tillLacinipolia, i alfabetisk ordning[1]
- Lacinipolia acutipennis
- Lacinipolia agnata
- Lacinipolia albifascia
- Lacinipolia alboguttata
- Lacinipolia altua
- Lacinipolia anguina
- Lacinipolia ascula
- Lacinipolia basiplaga
- Lacinipolia basirufa
- Lacinipolia bicolor
- Lacinipolia brachiola
- Lacinipolia buscki
- Lacinipolia calcaricosta
- Lacinipolia canities
- Lacinipolia cervina
- Lacinipolia cinereoviridis
- Lacinipolia cinnabarina
- Lacinipolia circumcincta
- Lacinipolia columbia
- Lacinipolia comis
- Lacinipolia consimilis
- Lacinipolia conspersa
- Lacinipolia constipata
- Lacinipolia cuneata
- Lacinipolia davena
- Lacinipolia determinata
- Lacinipolia distributa
- Lacinipolia dodgei
- Lacinipolia doira
- Lacinipolia egetosa
- Lacinipolia erecta
- Lacinipolia explicata
- Lacinipolia falsa
- Lacinipolia ferrea
- Lacinipolia fletcheri
- Lacinipolia francisca
- Lacinipolia gertana
- Lacinipolia gnata
- Lacinipolia griseata
- Lacinipolia hamara
- Lacinipolia herbimacula
- Lacinipolia illaudabilis
- Lacinipolia imbuna
- Lacinipolia implicata
- Lacinipolia incurva
- Lacinipolia indicans
- Lacinipolia indistincta
- Lacinipolia infecta
- Lacinipolia innexa
- Lacinipolia intentata
- Lacinipolia kappa
- Lacinipolia larissa
- Lacinipolia laudabilis
- Lacinipolia lepidula
- Lacinipolia leucogramma
- Lacinipolia lichenea
- Lacinipolia ligata
- Lacinipolia longiclava
- Lacinipolia lorea
- Lacinipolia lucina
- Lacinipolia lunata
- Lacinipolia lunolacta
- Lacinipolia lustralis
- Lacinipolia luteimacula
- Lacinipolia marinitincta
- Lacinipolia mediosuffusa
- Lacinipolia meditata
- Lacinipolia megarena
- Lacinipolia micta
- Lacinipolia naevia
- Lacinipolia obnigra
- Lacinipolia obscurior
- Lacinipolia olivacea
- Lacinipolia palilis
- Lacinipolia pallens
- Lacinipolia papka
- Lacinipolia parvula
- Lacinipolia patalis
- Lacinipolia pensilis
- Lacinipolia perta
- Lacinipolia petita
- Lacinipolia prognata
- Lacinipolia quadrilineata
- Lacinipolia rectilinea
- Lacinipolia renigera
- Lacinipolia restora
- Lacinipolia roseosuffusa
- Lacinipolia rubicunda
- Lacinipolia rubrifusa
- Lacinipolia rufoirrorata
- Lacinipolia runica
- Lacinipolia sareta
- Lacinipolia scribillata
- Lacinipolia selama
- Lacinipolia spiculosa
- Lacinipolia stenotis
- Lacinipolia stricta
- Lacinipolia strigicollis
- Lacinipolia suda
- Lacinipolia suffusa
- Lacinipolia teligera
- Lacinipolia tenisca
- Lacinipolia tricornuta
- Lacinipolia uliginosa
- Lacinipolia umbrosa
- Lacinipolia vaumedia
- Lacinipolia vicina
- Lacinipolia viridifera
- Lacinipolia vittula
- Lacinipolia ynigrum